# Girolamo Giacobbi
Pour les articles homonymes, voir Giacobbi.
Girolamo Giacobbi (Bologne, baptisé le 10 août 1567 – 23 décembre 1628) est un maître de chapelle, chef d'orchestre et compositeur italien. Il est le premier hors de Florence a écrire dans le style monodique.

## Biographie
Giocobbi est né à Bologne en 1567. Il est formé en tant qu'enfant de chœur, à la Basilique de San Petronio à Bologne et en devint le directeur musical dès 1604 jusqu'en 1628. Il fonde l'Accademia dei Filomusi (1625), dédiée au développement de la musique à Bologne et qui se réunit chez lui. Influencé par L'Orfeo de Monteverdi, il est un des premiers hors de Florence et des idées de la Camerata fiorentina à écrire dans le stile rappresentativo de Caccini et Peri.
Il écrit un nombre important d'œuvres sacrées et est particulièrement actif dans le domaine de l'opéra. Giacobbi est un compositeur très estimé à son époque.

## Opéras
- L'Aurora ingannata - livret de Ridolfo Campeggi, créé à Bologne en 1605.
- L'Andromeda - opéra tragique en cinq actes sur un livret de Campeggi, créé à Bologne, pendant le carnaval de 1610.
- Proserpina rapita - livret de Campeggi créé, à Bologne en 1613.
- Amor prigioniero - livret de Silvestro Branchi, créé à Bologne en 1615.
- Il Tancredi - livret de Campeggi, créé à Bologne en 1615.
- Il Reno sacrificante - livret de Campeggi, créé à Bologne en 1617.
- Ruggiero liberato - créé à Bologne en 1620.
- La selva dei mirti - livret de Bernardino Marescotti, créé à Bologne en 1623.
- La montagna fulminata - livret de Marescotti, créé à Bologne en 1628 et probablement sa dernière œuvre.

## Discographie
- L'Aurora ingannata - Gran consort li Stromenti, dir. Gian Luca Lastraioli (1997, Tactus TC563201) (OCLC 905647046)

## Sources
- Julie Anne Sadie (dir.) (trad. de l'anglais), Guide de la musique baroque, Paris, Fayard, coll. « Les Indispensables de la musique », 1995, 736 p. (ISBN 2-213-59489-9, OCLC 34495042), p. 90